# Solanum campaniforme
Solanum campaniforme es una especie de planta fanerógama perteneciente a la familia Solanaceae. Es originaria de Brasil y Bolivia. 

## Taxonomía
Solanum campaniforme fue descrita por Roem. & Schult. y publicado en Systema Vegetabilium 4: 662. 1819.
Etimología
Solanum: nombre genérico que deriva del vocablo Latíno equivalente al Griego στρνχνος (strychnos) para designar el Solanum nigrum (la "Hierba mora") —y probablemente otras especies del género, incluida la berenjena— , ya empleado por Plinio el Viejo en su Historia naturalis (21, 177 y 27, 132) y, antes, por Aulus Cornelius Celsus en De Re Medica (II, 33). Podría ser relacionado con el Latín sol. -is, "el sol", debido a que la planta sería propia de sitios algo soleados.
campaniforme: epíteto latíno que significa "con forma de campana"
Sinonimia
- Solanum caeruleum Vell.
- Solanum dusenii L.B. Sm. & Downs
- Solanum falcatum Witasek
- Solanum indigoferum A. St.-Hil.
- Solanum laxiflorum Sendtn.
- Solanum microrbitum L.B. Sm. & Downs[6]